# یواس‌اس اف-۴ (اس‌اس-۲۳)
یواس‌اس اف-۴ (اس‌اس-۲۳) (به انگلیسی: USS F-4 (SS-23)) یک زیردریایی بود که طول آن ۱۴۲ فوت ۷ اینچ (۴۳٫۴۶ متر) بود. این زیردریایی در سال ۱۹۱۲ ساخته شد.